# Mouth & MacNeal

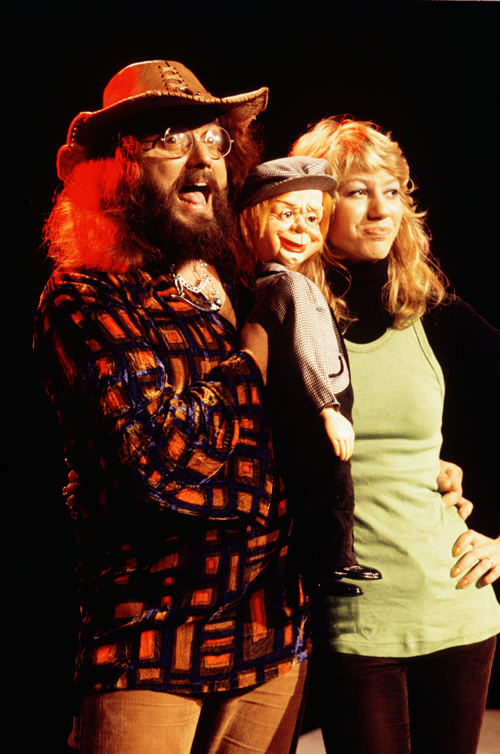
Mouth & MacNeal in 1971

Mouth & MacNeal was een zangduo dat bestond uit Willem Duyn (ook wel bekend als Big Mouth) en Maggie MacNeal (echte naam: Sjoukje van 't Spijker, na haar huwelijk bekend als Sjoukje Smit). Ze zijn bij elkaar gebracht als zangduo door Hans van Hemert. Mouth & MacNeal traden samen op in de periode 1971 tot 1974. Ze hadden in Nederland zeven top 10-hits, waaronder twee nummer 1-hits: How Do You Do en Hello-a.

## Het duo

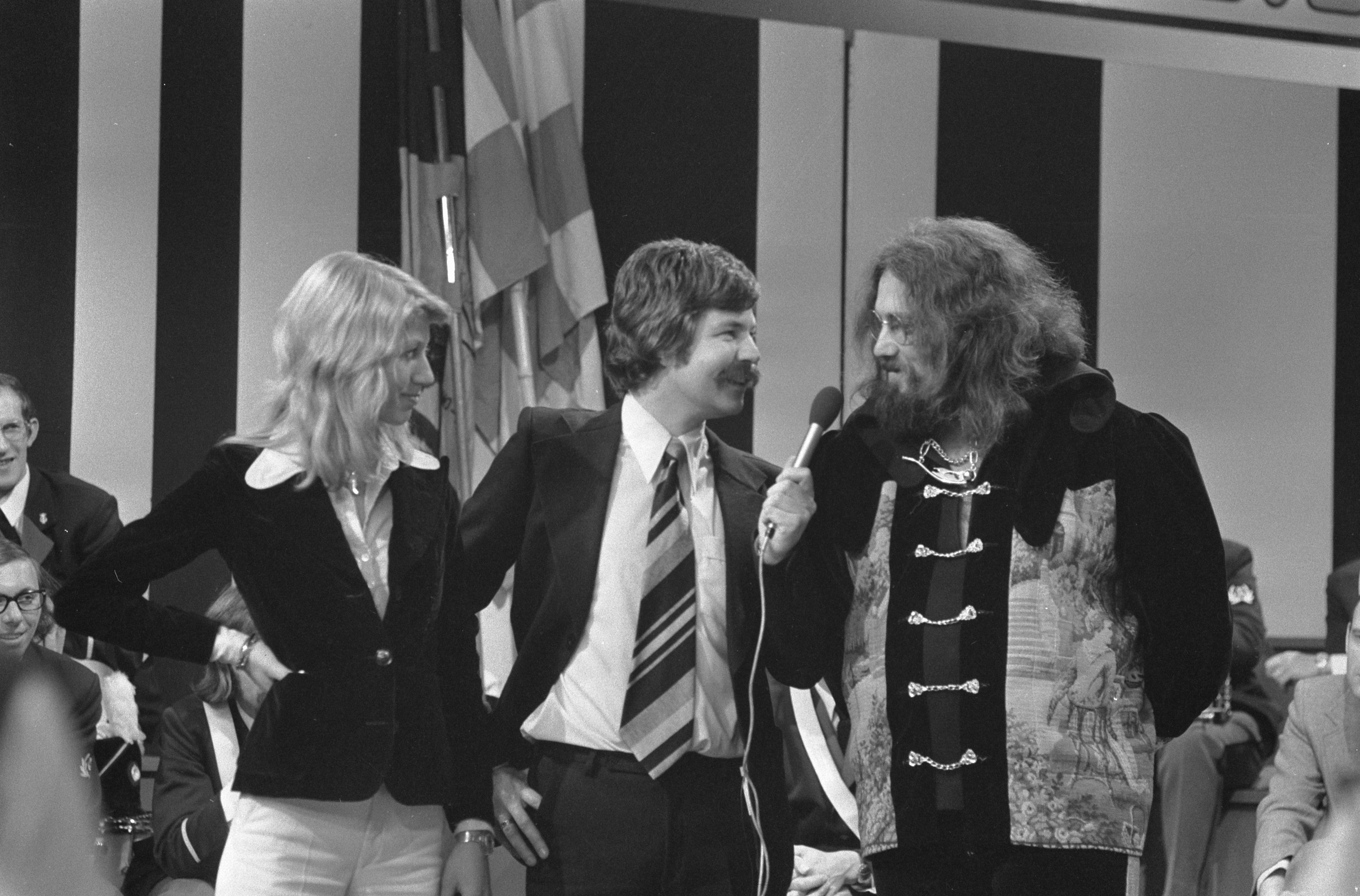
Mouth en MacNeal in Op Losse Groeven met Chiel Montagne in 1974

Ook buiten Nederland was het duo succesvol. Het had in heel Europa grote hits en zelfs in de Verenigde Staten bereikte het enigszins dubbelzinnige How Do You Do (het kenmerkende nana-nana werd in het Amerikaans-Engels indertijd opgevat als een toespeling op seks) een top 10-notering en een verkoop van meer dan een miljoen exemplaren. Dit resulteerde in een gouden plaat. In maart 1974 deden Mouth & MacNeal mee aan het prestigieuze songfestival van San Remo. Het nummer Ah l'amore werd er elfde. Op het Eurovisiesongfestival 1974 behaalden zij achter ABBA en Gigliola Cinquetti een derde plaats met I see a star. Ook dit nummer werd een grote hit in Europa met een nummer 8-notering in Engeland. Vele tours volgden met grote namen als Mud, The Sweet en Middle of the Road. Na vele zilveren, gouden en platina platen en allerlei andere internationale prijzen, waaronder een Edison en een Gouden Leeuw, ging het duo eind 1974 in onmin uit elkaar. Mouth ging door met Ingrid Kup als Big Mouth & Little Eve en had nog drie hits. MacNeal kreeg vanwege de breuk de Nederlandse roddelpers (en de publieke opinie) over zich heen en begon een solocarrière.
Sinds november 2008 traden Mouth & MacNeal weer op, maar met Arie Ribbens als vervanger van de oorspronkelijke Mouth, Willem Duyn, die in 2004 overleed.
Op 21 maart 2012 verscheen de biografie Duo tegen wil en dank, geschreven door voormalig fanclubvoorzitter Roel Smit. In het boek wordt een publiek geheim bevestigd: de muzikale successen ten spijt, konden Duyn en Smit elkaar privé niet luchten of zien.
In 2024 gebruikte de Amerikaanse rapper Eminem een sample van ‘Land of milk and honey’ de B-kant van de single ‘How do you do’ uit 1971.

## Discografie

### Singles
| Single met eventuele hitnotering(en) in de Nederlandse Top 40 | Datum van verschijnen                                    | Datum van binnenkomst | Hoogste positie | Aantal weken | Opmerkingen                                                                             |
| ------------------------------------------------------------- | -------------------------------------------------------- | --------------------- | --------------- | ------------ | --------------------------------------------------------------------------------------- |
| Hey you love                                                  | B-kant: Rosianna                                         | 21-8-1971             | 5               | 8            | #3 in de Single Top 100                                                                 |
| How Do You Do                                                 | B-kant: Land of milk and honey                           | 27-11-1971            | 1(5wk)          | 17           | #1 in de Single Top 100/Alarmschijf                                                     |
| Hello-a                                                       | B-kant: Talk a little louder                             | 20-5-1972             | 1(6wk)          | 13           | #1 in de Single Top 100/Alarmschijf; Duitse versie: Hello-a                             |
| You kou la le loupi                                           | B-kant: Let your life led by Love                        | 4-11-1972             | 7               | 10           | #6 in de Single Top 100; Duitse versie: You kou la le loupi                             |
| Bat-te-ring-ram                                               | B-kant: Hands up                                         | 7-4-1973              | 21              | 5            | #19 in de Single Top 100; Duitse versie Medizinmann                                     |
| Minnie, Minnie                                                | B-kant: I don't wanna be the richest man on the cemetery | 1-9-1973              | 10              | 7            | #11 in de Single Top 100                                                                |
| Do you wanna do it                                            | B-kant: You,You                                          | 24-11-1973            | 21              | 4            | #18 in de Single Top 100                                                                |
| Ik zie een ster                                               | B-kant: Liefste                                          | 16-3-1974             | 3               | 14           | #3 in de Single Top 100; Engelse versie: I See A Star, Duitse versie: Ein goldner Stern |
| Ah l'amore                                                    | B-kant: I wanted to be                                   | 6-7-1974              | 10              | 7            | #11 in de Single Top 100                                                                |

### Albums
| Album met eventuele hitnotering(en) in de Nederlandse Album Top 100 | Datum van verschijnen | Datum van binnenkomst | Hoogste positie | Aantal weken | Opmerkingen |
| ------------------------------------------------------------------- | --------------------- | --------------------- | --------------- | ------------ | ----------- |
| Mouth & MacNeal                                                     |                       | 15-1-1972             | 4               | 9            |             |
| Ik zie een ster                                                     |                       | 27-4-1974             | 9               | 6            |             |

### NPO Radio 2 Top 2000
| Nummers met noteringen in de NPO Radio 2 Top 2000 | '99  | '00  | '01  | '02-'03 | '04  |
| ------------------------------------------------- | ---- | ---- | ---- | ------- | ---- |
| Hello-a                                           | -    | 1833 | -    | -       | -    |
| How do you do                                     | 1736 | 1887 | 1841 | -       | 1845 |
| Ik zie een ster                                   | 1697 | 1779 | -    | -       | -    |

1. ↑  Een '-' betekent dat het nummer niet was genoteerd en een vetgedrukt getal geeft de hoogste notering van een nummer aan.
2. ↑  Deze tabel is bijgewerkt tot en met de laatste editie (2024).

1956: Jetty Paerl + Corry Brokken · 
1957: Corry Brokken · 
1958: Corry Brokken · 
1959: Teddy Scholten · 
1960: Rudi Carrell · 
1961: Greetje Kauffeld · 
1962: De Spelbrekers · 
1963: Annie Palmen · 
1964: Anneke Grönloh · 
1965: Conny Vandenbos · 
1966: Milly Scott · 
1967: Thérèse Steinmetz · 
1968: Ronnie Tober · 
1969: Lenny Kuhr · 
1970: Hearts of Soul · 
1971: Saskia & Serge · 
1972: Sandra & Andres · 
1973: Ben Cramer · 
1974: Mouth & MacNeal · 
1975: Teach-In · 
1976: Sandra Reemer · 
1977: Heddy Lester · 
1978: Harmony · 
1979: Xandra · 
1980: Maggie MacNeal · 
1981: Linda Williams · 
1982: Bill van Dijk · 
1983: Bernadette · 
1984: Maribelle · 
1986: Frizzle Sizzle · 
1987: Marcha · 
1988: Gerard Joling · 
1989: Justine Pelmelay · 
1990: Maywood · 
1992: Humphrey Campbell · 
1993: Ruth Jacott · 
1994: Willeke Alberti · 
1996: Maxine & Franklin Brown · 
1997: Mrs. Einstein · 
1998: Edsilia Rombley · 
1999: Marlayne · 
2000: Linda Wagenmakers · 
2001: Michelle · 
2003: Esther Hart · 
2004: Re-union · 
2005: Glennis Grace · 
2006: Treble · 
2007: Edsilia Rombley · 
2008: Hind · 
2009: Toppers · 
2010: Sieneke · 
2011: 3JS · 
2012: Joan Franka · 
2013: Anouk · 
2014: The Common Linnets · 
2015: Trijntje Oosterhuis · 
2016: Douwe Bob ·
2017: OG3NE · 
2018: Waylon · 
2019: Duncan Laurence · 
2021: Jeangu Macrooy · 
2022: S10 ·
2023: Mia Nicolai & Dion Cooper ·
2024: Joost Klein ·
2025: Claude